# Funkerman
Ardie van Beek (Breda, Países Bajos, 14 de junio de 1975), más conocido como Funkerman es un productor y DJ holandés quien junto a Fedde le Grand y Raf Jansen fundaron en 2004 el sello discográfico Flamingo Recordings

## Historia
En 2005 logró con los sencillos «Rule the Night» y «The One» encabezar las listas holandesas de música dance. En 2007, une fuerzas con Fedde le Grand y bajo el proyecto F to the F lanzan "Wheels In Motion» logrando ingresar al top 15 de la lista de éxitos de los Países Bajos. En ese mismo año hizo su ingreso en las listas internacionales con el sencillo «Speed Up» que incluye las voces de I-Fan, el cual fue lanzado en el Reino Unido por Defected Records. En 2008 se utilizó su remezcla de «Girls» de las Sugababes en un aviso comercial para la empresa Boots. Aún en ese mismo año lanzó nuevamente junto a Fedde le Grand el sencillo «3 Minutes to Explain» con la colaboración de la banda Shermanology.
En 2011 fundó con Raf Jansen un nuevo sello discográfico llamado Can You Feel It orientado especialmente a la música house.
En 2015 colaboró en la pista «Where Is Here Now» incluida en el álbum debut de Hardwell, United We Are.

## Discografía

### Álbumes
- 2010: House for All

### Sencillos y EPs
- 2002: Dragonson vs. Funkerman – Freakshow by Art
- 2002: DJ Renegade and Funkerman – Cadillacs and Baseball Bats
- 2002: Fusic – Hitz of the Glitz E.P.
- 2003: DJ Renegade and Funkerman – Cuban Cigars & Bassguitars
- 2003: Ard and Funkerman - Delicious
- 2003: Funkerman – The Supernatural EP
- 2003: Funkertracks – We Live for This
- 2005: Funkerman and RAF – Rule the Night / Bryston Love
- 2005: Funkerman – The One
- 2006: Funkerman feat. JW – Fallin' in Love
- 2006: Funkerman – Speed Up – UK #55 (charted 2008)
- 2007: Funkerman and Fedde Le Grand present "F To The F" – Wheels in Motion
- 2007: Fedde le Grand and Funkerman feat. Dorothy & Andy Sherman – 3 Minutes to Explain
- 2008: Baggi Begovic and Funkerman – Good God
- 2008: Funkerman feat. JW – One for Me
- 2008: F-man – Batsen
- 2009: Funkerman feat. I-Fan – Remember
- 2009: Fedde le Grand and F-man – The Joker
- 2009: Funkerman feat. Mitch Crown – Slide
- 2009: Funkerman feat. Shermanology – Automatic
- 2010: Funkerman feat. Ida Corr – Unconditional Love
- 2010: Danny P Jazz, Fedde Le Grand and Funkerman – New Life
- 2010: Funkerman feat. LEFT – Speed Up Once More
- 2010: Funkerman – Funkerman - Brooklyn In Da House [Brooklyn Bounce EP]
- 2010: Funkerman feat. Jay Colin - Pick Up The Bounce [Brooklyn Bounce EP]
- 2011: Funkerman – Paperbag Revolution
- 2011: Funkerman – Everyday Getaway
- 2011: Funkerman – La Sirena
- 2011: Funkerman – Smoking Blue
- 2012: Funkerman feat. I-Fan – The Light
- 2012: Funkerman – Blow
- 2013: Funkerman feat. Jay Colin – Pondifonk
- 2013: Funkerman – Push '''Em Up
- 2013: Funkerman – Paradise
- 2013: Funkerman – Dashboardlight
- 2013: Funkerman feat. I-Candy – Wine & Roll
- 2014: Funkerman Feat. Jay Colin – Tune!
- 2014: Funkerman – Coming Home
- 2015: Funkerman Feat. J.W. - The Masterplan
- 2015: Funkerman Feat. J.W. – Foolish Game
- 2016: Funkerman ft Enlery - We've Got The Love
- 2017: Funkerman ft. Enlery - Silhouet

### Remixes
2003:
- Kruel Kutz – Blame It on the Funk
- DJ Jani – Beyond Reach (Fusic RMX)

2005:
- Red Drop – Music 4 Me

2006:
- Conrado Martinez and Frank Rempe – Capicu
- Camille Jones – The Creeps

2007:
- Jesse Garcia – Off the Hook
- Ricky L feat. M:ck – Born Again
- Ida Corr – Let Me Think About It
- Yoav – Club Thing
- Eddie Thoneick Pres. Female Deejays – If Only
- Ron Carroll – The Nike Song
- Ron Carroll – Walking Down The Street (The N Song) (Flamingo Remix by Fedde le Grand, Funkerman & Raf)

2008:
- Todd Terry All Stars feat. Tara McDonald – Get Down
- Onionz feat. S.N.O.W. – Nothin But Love
- Kaskade – Angel on My Shoulder
- Jaimy and Kenny D. – Keep on Touchin' Me
- Sugababes – Girls

2009:
- Re–United – Sun Is Shining
- Chocolate Puma feat. Shermanology – Only Love Can Save Me
- Ida Corr – I Want You
- Fedde le Grand feat. Mitch Crown – Let Me Be Real
- Red Hot Chili Peppers – Otherside
- Rune RK and Clara Sofie – Cry Out
- DJ Sammy and The Majorkings – 4Love
- DJ Delicious & Till West – NYPD
- Shermanology – The Weather

2010:
- Mastiksoul – Run for Cover
- Guru Josh Project – Crying in the Rain
- Technotronic – Pump Up the Jam
- Marco V feat. Khashassi – Predator
- Robbie Rivera – We Live for the Music
- Sharam Jey feat. Tommie Sunshine – The Things

2011:
- Angel Brizuela – Painted Words
- Manufactured Superstars – Angry Circus
- Benzido – Musique Non Stop
- The Pressure Cookers – Pressure Cooker
- Moby – The Day

2013:
- Laid Back – White Horse
- Razzy Bailey – I Still Hate Hate
- DJ Licious & Sir-G feat. Abdou – Hide Your Love
- Dennis Van Der Geest – Bring the Noise

2014:
- Keljet Ft. Mereki – Run This World
- Lenny Fontana feat. Keva The Diva – I Don't Want You Back
- Keljet feat. AVAN LAVA – Together
- DJ Licious – People
- Goose Bumps & Jason Caesar – The Life
- Funkstar De Luxe – Sun Is Shining (Funkerman Fame Mix)
- Fedde le Grand & Funkerman Feat. Shermanology – 3 Minutes to Explain (Funkerman Fame Mix)